# Asproinocybe
Asproinocybe — рід грибів родини Tricholomataceae. Назва вперше опублікована 1970 року.

## Класифікація
До роду Asproinocybe відносять 5 видів:
- Asproinocybe brunneolilacina
- Asproinocybe lactifera
- Asproinocybe nodulospora
- Asproinocybe russuloides
- Asproinocybe superba